# The best of
The best of prvi je kompilacijski album hrvatskog pjevača Borisa Novkovića koji sadrži 14 pjesama. Objavljen je 1995. godine.

## Popis pjesama
1. "Mašta moja"
2. "Struji struja"
3. "Kuda idu izgubljene djevojke" ("Tamara")
4. "Plakat ću sutra"
5. "Mi smo jači i od sudbine"
6. "Ti si tu"
7. "Od kad nisam tvoj"
8. "Lete ptice..."
9. "Dok svira radio"
10. "Više ništa nije kao prije"
11. "Ajša"
12. "Ne vjerujem tvojim usnama"
13. "Što je s princezom moje vrele mladosti" ("U tvojim očima")
14. "Emily"